# 마이모니데스의 선서
마이모니데스의 선서(Oath of Maimonides)는 마이모니데스에게 귀속되는 약사와 의사를 위한 전통적인 선서이다. 더 긴 "마이모니데스의 기도"(Prayer of Maimonides)와 구별한다. 의사의 히포크라테스 선서와 유사하게 약사가 행하는 전통적인 선서로 널리 사용되고 있으며, 이를 대체하는 선서로도 사용되고 있다.

## 역사 및 저자
기도와 맹세는 1783년 독일계 유대인 의사 마르쿠스 헤르츠(Markus Herz)에 의해 처음 출판되었다. 헤르츠는 이 책을 마이모니데스의 히브리어 원문을 번역한 것이라고 설명했지만, 현대 학자들은 그 원문이 실제로 헤르츠 자신의 글이었음을 강력히 시사한다. 1790년에 아이작 유첼(Isaac Euchel)의 히브리어 버전이 하메아세프(Ha-Me'assef) 저널에 게재되었다. 이 버전은 또한 원본 텍스트를 헤르츠에 귀속시켰다.

## 같이 보기
- 히포크라테스 선서